# Филоненко, Борис Николаевич
Бори́с Никола́евич Фило́ненко (10.04.1924, Одесская область — 18.01.1949, Волынская область) — командир огневого взвода 1669-го истребительно-противотанкового артиллерийского полка 7-й гвардейской армии Степного, затем 2-го Украинского фронтов, гвардии лейтенант артиллерии, Герой Советского Союза.

## Биография
Родился 10 апреля 1924 года в посёлке городского типа Березовка, в семье совслужащего Филоненко Николая Корнеевича. После получения среднего образования (10 классов), уехал в Ольховский район Сталинградской области РСФСР, где работал трактористом.
Сталинградским райвоенкоматом призван в Красную Армию в августе 1942 года, был направлен на обучение в город Томск. В 1943 году окончил Второе Томское артиллерийское училище. В действующей армии — с сентября 1943 года, воевал в составе 7-й гвардейской армии сначала Степного фронта (битва за Днепр, с сентября по декабрь 1943), затем в составе 2-го Украинского фронта. Ещё в частях Степного фронта молодой офицер совершил свой геройский подвиг.

После закрепления за Днепром зимой и весной 1944 года 7-я гвардейская армия в составе 2-го Украинского фронта освобождала Правобережную Украину. В ходе Кировоградской наступательной операции 7-я гвардейская армия наряду с другими армиями фронта принимала участие в освобождении города Кировоград (Украинская ССР), а в ходе Уманско-Ботошанской операции 21 марта 1944 года форсировала реку Южный Буг. Затем армия участвовала в Ясско-Кишинёвской (освобождение Молдавской ССР, август 1944), Дебреценской (наступление в Венгрии, первая половина октября 1944) и Будапештской операциях (штурм столицы Венгрии, с октября 1944 по февраль 1945).
В начале ноября 1944 года армия форсировала реку Тиса, овладев городами Сольнок (4 ноября) и Абонь. Вскоре армия наступала севернее Будапешта и 26 декабря 1944 года вышла к реке Дунай, где соединилась с войсками 3-го Украинского фронта, тем самым замкнув кольцо окружения вокруг будапештской группировки противника.
С января по февраль 1945 года армия отразила попытку противника деблокирования окружённой группировки, а также способствовала её уничтожению. В честь победы в сражениях за Будапешт в Москве был дан салют двадцатью четырьмя артиллерийскими залпами из 324 орудий.
С марта по апрель 1945 года 7-я гвардейская армия участвовала в Братиславско-Брновской операции (освобождение восточной части Чехословакии), в ходе которой 4 апреля 1945 года освободила словацкий город Братислава.
9-го мая 1945 года война для 7-й гвардейской армии не закончилась: ещё неделю будут идти ожесточённые бои с элитными немецкими войсками в районе города Праги.
С 1947 года старший лейтенант Б. Н. Филоненко — в запасе. Трагически погиб 18 января 1949 года в автомобильной катастрофе. Похоронен в городе Луцк Волынской области Украинской ССР.
Украинец. Член ВЛКСМ с 1939.

## Подвиг
Командир огневого взвода 1669-го истребительно-противотанкового артиллерийского полка (7-я гвардейская армия, Степной фронт) комсомолец, гвардии лейтенант артиллерии Борис Филоненко в бою за село Бородаевка Верхнеднепровского района Днепропетровской области Украинской ССР на правом берегу Днепра 5 октября 1943 года подбил четыре вражеских танка.
В последующих боях на плацдарме бойцы вверенного лейтенанту Б. Н. Филоненко взвода нанесли гитлеровцам значительный урон в живой силе и технике.
Указом Президиума Верховного Совета СССР от 26 октября 1943 года за образцовое выполнение боевых заданий командования на фронте борьбы с немецко-фашистскими захватчиками и проявленные при этом мужество и героизм, гвардии лейтенанту Филоненко Борису Николаевичу присвоено звание Героя Советского Союза с вручением ордена Ленина и медали «Золотая Звезда» (№ 1386).